# Frontkämpfervereinigung Deutsch-Österreichs
Die Frontkämpfervereinigung Deutsch-Österreichs war ein im April 1920 gegründeter Wehrverband der politischen Rechten in der österreichischen Ersten Republik.

## Entstehungsgeschichte und Mitgliederrekrutierung
Die Mitglieder der Frontkämpfervereinigung Deutsch-Österreichs rekrutierten sich vorwiegend aus ehemaligen Soldaten der k.u.k. Armee und somit Teilnehmern des Ersten Weltkriegs. Geführt wurde der Wehrverband zuerst von Hermann Hiltl, danach von Oskar Zeiß und schließlich von Walter Kopschitz.
Die Uniform bestand aus einer braungelben Windjacke, Reithose, hohen Schuhen und einer mit schwarzem Filz überzogenen Kopfbedeckung aus einem zusammenklappbaren Stahlgestell. Das Abzeichen war eine Hand am Schwertknauf mit Lorbeerzweig und Lorbeerumrandung. Als Organ der Vereinigung diente in den ersten Jahren die Zeitschrift Die neue Front: Deutsch-antisemitische Zeitung, ab 1926 die Zeitschrift Der Frontkämpfer.
Charakteristisch für diese Organisation war ein hoher Anteil von Offizieren, auch unter den einfachen Dienstgraden. Ihr Ziel lag im „Kampf auf arischer Grundlage gegen volkszerstörende Elemente wie Sozialdemokraten und Kommunisten“, der Pflege der „Frontkameradschaft“ und der „Wehrhaftigkeit“, die „Zurückdrängung des jüdischen Einflusses“ und der „Einigung des gesamten deutschen Volkes.“
Bekanntheit erlangte die Frontkämpfervereinigung vor allem durch die tragischen Vorgänge im burgenländischen Ort Schattendorf am  30. Jänner 1927. Dort erschossen Frontkämpfer bei einem Aufmarsch des Republikanischen Schutzbundes zwei Menschen. Proteste gegen den Freispruch der Todesschützen im sogenannten Schattendorfer Urteil führten im Juli 1927 zu den Ereignissen rund um den Wiener Justizpalastbrand.
In einem vertraulichen Bericht des Verteidigungsministeriums zur innenpolitischen Lage vom 12. Dezember 1933, der die in Österreich damals bestehenden Wehrverbände in „regierungstreue“ und „regierungsfeindliche“ schied, heißt es zur Frontkämpfervereinigung:

„Die älteste, wehrhafte Organisation, auf rein ideeller österr. Basis aufgebaut, mit zielbewußter Führung, die aber derzeit auch in Konflikt mit dem Heimatschutz geraten ist. Sie kämpft schwer um ihren  Bestand. Sie muß, wenn auch nicht zahlenmäßig, so doch qualitativ als der wertvollste Teil der regierungstreuen Verbände angesehen werden. […] Geschätzter derzeitiger Stand 2–3000 Mitglieder.“

Tatsächlich waren in den Jahren nach 1929/30 nicht wenige Frontkämpfer den Organisationen der aufstrebenden österreichischen Nationalsozialisten beigetreten, und umgekehrt wurde die Vereinigung von Nationalsozialisten unterwandert. Nicht zuletzt auch aus diesen Gründen wurde die Frontkämpfervereinigung schließlich am 21. Juni 1935 behördlich aufgelöst.

## Prominente Mitglieder
- Adolf Eichmann, Cheforganisator der Endlösung während des Zweiten Weltkrieges
- Emil Fey, österreichischer Heimwehrführer und Politiker